# Spirama tenimberensis
Spirama tenimberensis är en fjärilsart som beskrevs av Gustaaf Hulstaert 1924. Spirama tenimberensis ingår i släktet Spirama och familjen nattflyn. Inga underarter finns listade i Catalogue of Life.